# Kuta (Foča)
Pour les articles homonymes, voir Kuta.
Kuta (en serbe cyrillique : Кута) est un village de Bosnie-Herzégovine. Il est situé dans la municipalité de Foča et dans la république serbe de Bosnie. Selon les premiers résultats du recensement bosnien de 2013, il compte 120 habitants.

## Démographie

### Répartition de la population par nationalités (1991)
En 1991, le village comptait 130 habitants, répartis de la manière suivante :